# ペットフード

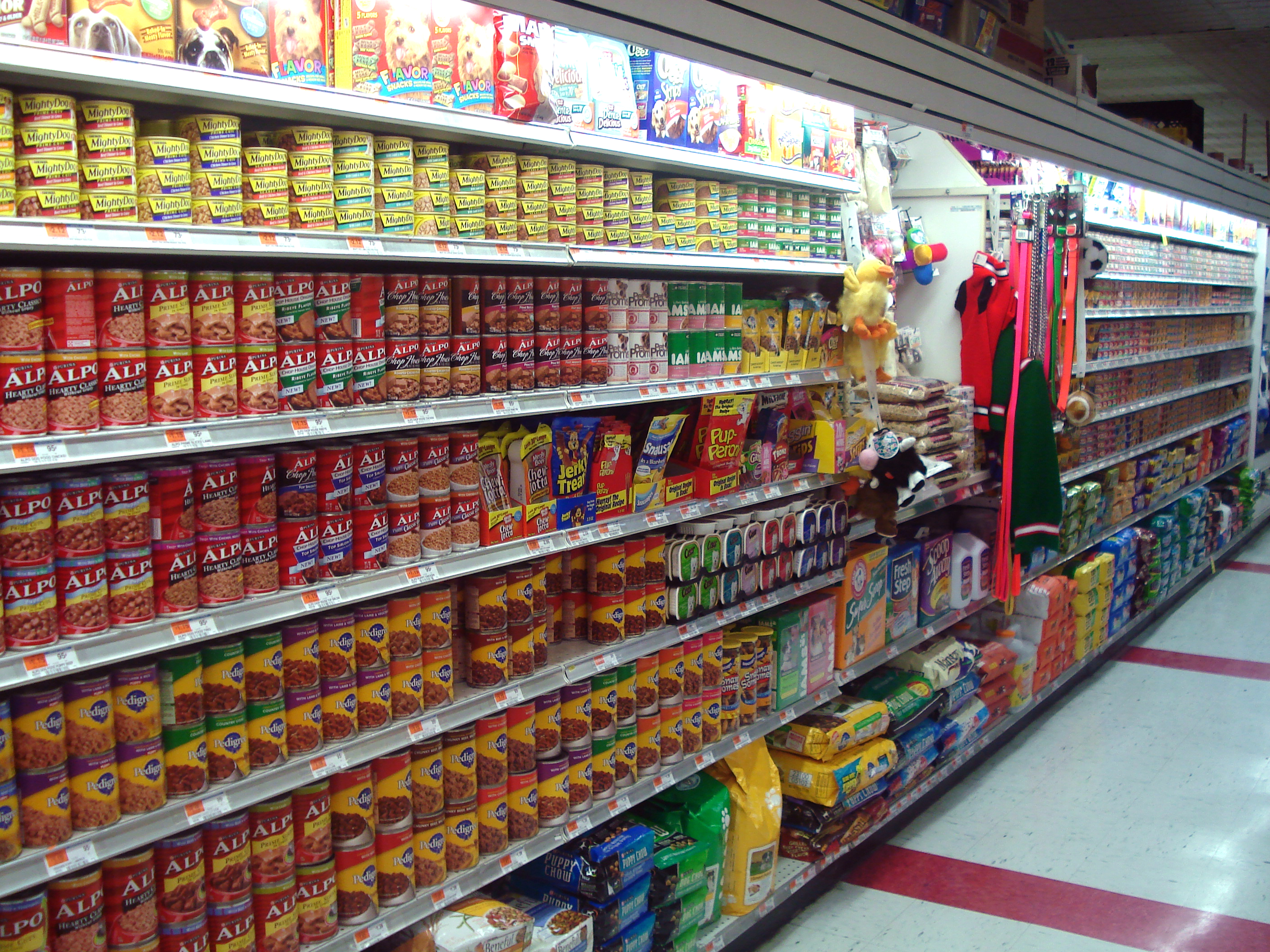
ペットフード

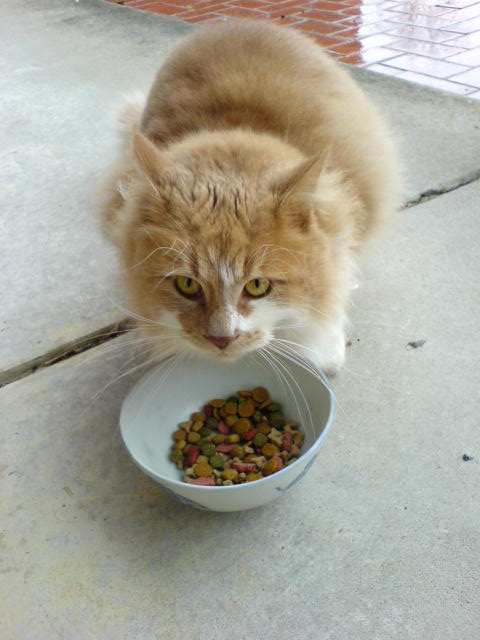
キャットフードを食べる猫

ペットフード（英語：Pet food）とは犬、猫、小動物などのペット（愛玩動物）の栄養補給や健康維持を目的として製造・流通・販売されている食事（餌）の総称である。

## 概要
ペットフードは、各動物の栄養要求を満たすことができるよう設計されており、購入しやすく、保管が便利で、かつ経済的であることから、世界中の飼い主に広く利用されている。
ペットフードと呼ばれるものの中には、主食となる総合栄養食（狭義のペットフード）以外にも、トリーツ（間食、おやつ）、動物用栄養補助食品（サプリメント）、飲料（水以外にも、水に栄養や嗜好性を高めるための物質を添加したものも含む）なども含まれている。また、病気の治療を目的とした「療法食」も存在する。

## 歴史
ペットフード事業が本格的に始まったのは1860年頃のイギリスと言われているが、日本国内で初めてドッグフードの製造が始まったのは大幅に遅れた1960年代である。1970年ごろまでの日本で飼育されていた犬や猫には、残飯（ねこまんまなど）が与えられることが多かったが、これは栄養要求を十分満たすものではなかった。そればかりか、犬や猫に有害なネギ類を含む、塩分過多であるなどの問題点も多かった。
ペットフードの普及割合は国や地域ごとに異なるが、1995年の文献で、アメリカ、日本、北欧、オーストラリア、ニュージーランドでは、ペットが消費するカロリーの90％以上をペットフードが占めているとの報告もある
2009年には愛がん動物用飼料の安全性の確保に関する法律（通称：ペットフード安全法）も制定された。

## 定義
一般社団法人ペットフード協会の定義によると、「ペットフードとは、穀類、いも類、でん粉類、糖類、種実類、豆類、野菜類、果実類、きのこ類、藻類、魚介類、肉類、卵類、乳類、油脂類、ビタミン類、ミネラル類、アミノ酸類、その他の添加物等を原材料とし、混合機、蒸煮機、成型機、乾燥機、加熱殺菌機、冷凍機等を使用して製造したもの、又は天日干し等簡易な方法により製造したもので、一般消費者向けに容器に入れられた又は包装されたもので、犬の飲食に供するもの又は猫の飲食に供するものをいう。」とされている。
対象となる「ペット」には、「愛玩飼育動物である犬・猫・小動物・鳥・両生類・爬虫類・魚類まで」を含むとの記述もある。

## 種類
給餌する動物の種類に合わせてドッグフード（イヌ）、キャットフード（ネコ）などのように呼ばれる。その他に、水分量や使用目的によって下記のように分類される。

### 水分量に基づく分類
市販のペットフードには基本的な3つの形状（ドライ、セミモイスト＜半生＞、モイスト＜ウェット＞）があり、モイスト（ウェット）がもっとも水分含有量が多い。また、近年は水分量を元にさらに細かく分類し、ドライ、ソフトドライ、セミモイスト、ウェットとする場合もある。

#### ドライ

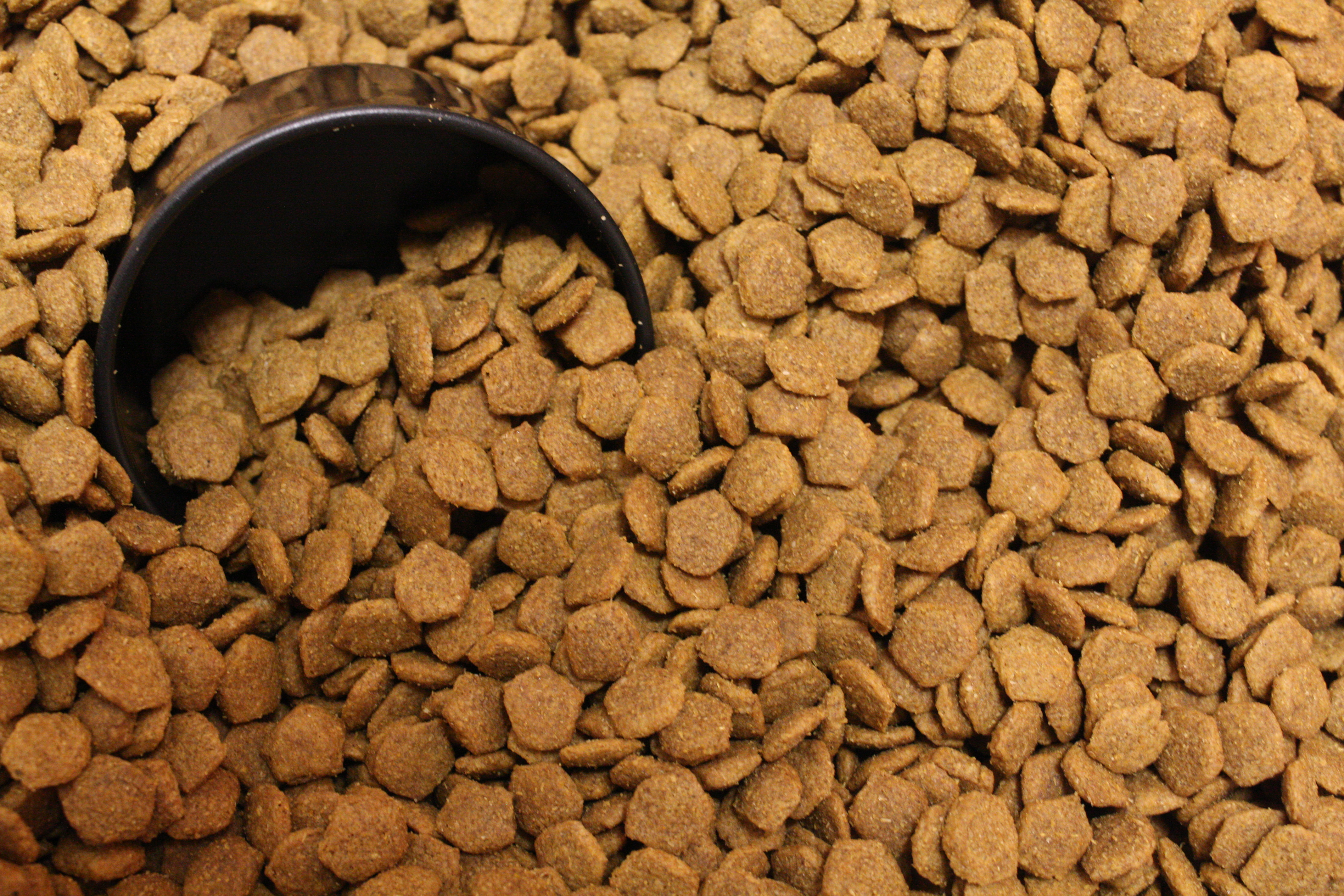
Dog food 203365

水分量が最も少ないタイプである。カビが生えるのを防止するため、多くは水分量が10％程度以下になっている。ドライフードの特徴としては、
- カロリー密度が高い（フード1gあたり2.7〜7.1kcal以上）
- ウェットやセミモイストと比較すると嗜好性が劣ることが多い
- 加熱発泡処理された固形（粒状）のものが多い
- 包装および輸送コストが低いため、一般に経済的である

などがある。

#### ソフトドライ、セミモイスト
25〜35％程度の水分量で、ドライとウェットの中間程度である。ソフトドライタイプは製造過程で加熱発泡処理を行ったもの、セミモイストタイプは発泡していないものを指す。
これらの半生タイプのフードの特徴としては、
- 水分調整（しっとり感を保つため）とカビの増殖を抑えるため、湿潤調整剤を使用している[6]
- 一般にドライタイプより嗜好性が高い[1]

などがある。

#### ウェット

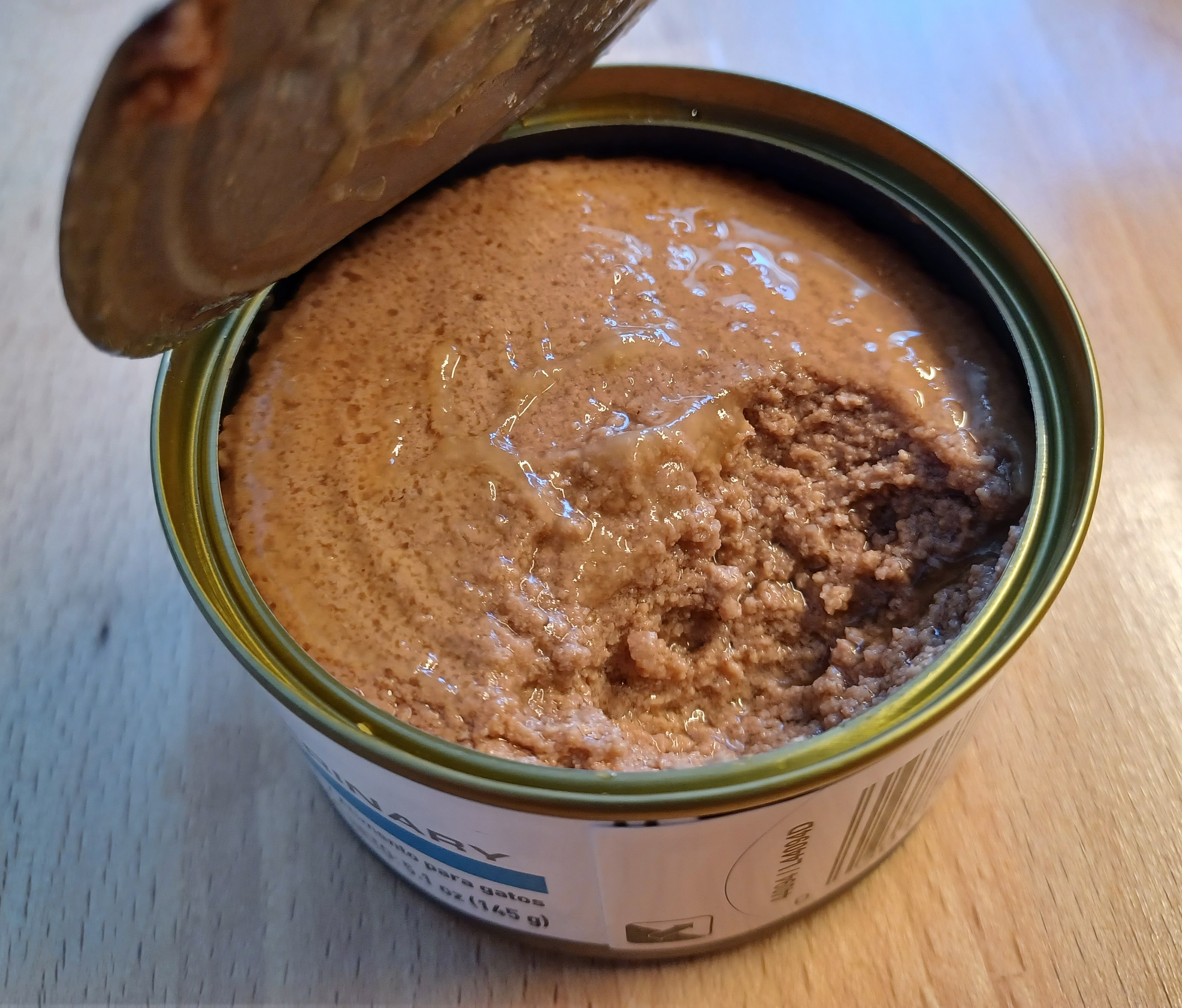
Royal Canin cat food

水分量が最も多いタイプである。水分量は60〜87％と製品によって幅がある。
ウェットタイプの特徴としては、
- セミモイストやドライタイプよりもタンパク質、リン、ナトリウム、脂肪の含有量が高く、カロリー密度が低い（フード1gあたり0.7〜1.4kcal程度）。
- 一般に嗜好性が高い[1]
- 柔らかく、高齢動物など、噛む力が弱くなっても食べやすい[3]

・腐敗のリスクがあることから、開封後は速やかに消費する必要がある
・容器は缶詰やアルミトレーやアルミパウチなど密封できるものが使用される
などがある。

### 使用目的に基づく分類

#### 総合栄養食
いわゆる主食であり、犬や猫にそのペットフードと水だけを与えていれば、指定された成長段階における健康を維持できるよう栄養素的にバランスが取れた製品をいう。
栄養バランスは「AAFCO（米国飼料検査官協会）」が定める世界的なガイドラインを基準としており、分析試験や給与試験でAAFCOの基準を満たしていることが証明されなければ、パッケージに「総合栄養食」と表示することはできません。

#### 間食

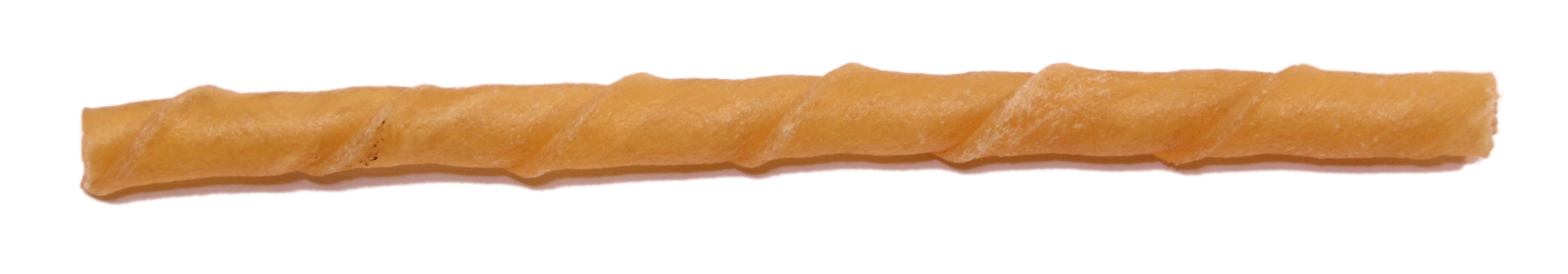
Batonnet en peau de buffle pour chien

おやつ、スナック、トリーツなどとも呼ばれる。飼い主とのコミュニケーションのため、訓練のご褒美として、あるいは単に楽しみのため用いられる。
ジャーキー、ビスケット、ガム、練り加工品（かまぼこなど）のほか、多様な形態がある。
与えすぎることで栄養バランスが崩れるため、原則として1日あたりのエネルギー所要量の20%以内に抑えるのが望ましいとされている。

#### 療法食
獣医師が、犬や猫の疾病の治療を行う際に、栄養学的なサポートを目的として処方するもの。獣医師の指導のもとで食事管理に使用されることを意図したもの。例えば、尿石症、腎臓病、食物アレルギーに対応したフードが販売されている。調査会社の富士経済によると、国内の療法食の市場規模は2023年で前年比12.6％増の509億円。2026年には534億円まで増えると推計されている。療法食は流通に関する規制はなく、獣医師の指導がなくても通販や店頭で買えるため、飼い主が自己判断で与えて健康被害が起きるケースが問題となっている。

#### その他の目的食
- 一般食、副食

総合栄養食と混ぜて与える「おかず」のようなもの。ふりかけ、トッピングなどと表記されることもある。スープのようなものからドライタイプまで、形状は様々である。
- 栄養補助食

栄養の調整やカロリー補給などを目的としたもので、動物用サプリメント、栄養補助食品などとも呼ばれる。例えば、グルコサミン含有サプリメントなどがある。

## 安全性
2007年3月、アメリカ合衆国で中国産のペットフードを食べた犬猫数千匹が、次々と腎臓障害を起こして死亡する事件がおきた。原因は、中国の業者がタンパク質含有量を多く見せかけてごまかすために混ぜたメラミンであった。同年4月、アメリカ食品医薬品局は中国からの小麦グルテンなどの輸入を禁止とした。
なお、日本国内では家畜（主にウシやブタなどの経済動物）用飼料の安全性を取り締まる飼料安全法が存在するが、ペットフードの安全性に関しては法律が無いため、何ら対策もとられていない状況であった。しかし、2009年6月より愛がん動物用飼料の安全性の確保に関する法律が施行され、ペットフードの製造や輸入、卸などには届け出が必要になった。